# Батчер, Джим
Джим Ба́тчер (англ. Jim Butcher, род. 26 октября 1971, Индепенденс, Миссури, США) — американский писатель, автор бестселлеров, работающий в жанрах ужасов, триллера, фантастики и мистики. Наиболее известен современной серией фэнтезийных книг «The Dresden Files». также он является автором серии книг «Codex Alera». Батчер является младшим сыном в семье, также у него есть две старшие сестры. В настоящее время он живёт в Индепенденс со своей женой Шэннон К. Батчер (автором любовных романов) и сыном Джеймсом Джозефом.

## Биография и карьера
Родился 26 октября 1971 года в городе Индепенденс (Миссури). Окончил Университет Оклахомы, получил степень бакалавра по английской литературе. Читать любил с ранних лет: в детстве он тяжело заболел и сёстры познакомили его с романами «Властелин колец» и «Приключения Хана Соло» из серии о «Звёздных войнах», после чего Батчер увлёкся научной фантастикой.
По мотивам книг серии «Досье Дрездена» снят одноимённый телесериал с Полом Блэкторном в главной роли.

### Серия «Досье Дрездена» (Dresden Files)

#### Основные романы
1. Гроза из преисподней (Storm Front) (2000)
2. Луна светит безумцам ('Fool Moon) (2000)
3. Могила в подарок (Grave Peril) (2001)
4. Летний рыцарь (Summer Knight) (2002)
5. Лики смерти (Death Masks) (2003)
6. Обряд на крови (Blood Rites) (2004)
7. Барабаны зомби (Dead Beat) (2005)
8. Доказательства вины (Proven Guilty) (2006)
9. Белая ночь (White Night) (2007)
10. Маленькое одолжение (Small Favor )(2008)
11. Продажная шкура (Turn Coat) (2009)
12. Перемены (Changes) (2010)
13. История призрака (Ghost Story) (роман, 2011)
14. Холодные деньки (Cold Days) (роман, 2012)
15. Грязная игра (Skin Game) (роман, 2014)
16. Мирные переговоры (Peace Talks) (роман, 2020)
17. Поле битвы (Battle Ground) (роман, 2020)

#### Рассказы
- «Restoration of Faith» (Harry Dresden короткий рассказ)
- «Vignette» (Harry Dresden vignette)
- «Something Borrowed» (Harry Dresden короткий рассказ), опубликована My Big Fat Supernatural Wedding (3 октября 2006, ISBN 0-312-34360-4)
- «It’s My Birthday Too» (Harry Dresden короткий рассказ), опубликована Many Bloody Returns (4 сентября 2007, ISBN 0441015220)
- «Heorot» (Harry Dresden короткий рассказ), опубликована My Big Fat Supernatural Honeymoon (26 декабря 2007, ISBN 0-312-37504-2)
- «Day Off» (Harry Dresden короткий рассказ), опубликована Blood Lite (21 октября 2008, ISBN 1416567836)
- Welcome to the Jungle, приквел серии книг. Иллюстрированный роман, рисунки выполнил Ardian Syaf), опубликован «Dabel Brothers» (21 октября 2008, ISBN 0345507460
- Backup: A Story of the Dresden Files (Harry Dresden повесть, иллюстрации Mike Mignola), опубликована «Subterranean Press» (31 октября 2008, ISBN 1596061820)
- «The Warrior», published in Mean Streets (6 января 2009, ISBN 9780451462497)
- «Last Call», published in Strange Brew (7 июля 2009, ISBN 9780312383367)

### Серия «Кодекс Алеры» (Codex Alera)
- Фурии Кальдерона (Furies of Calderon) (2004)
- Битва за Кальдерон (Academ’s Fury)(2005)
- Фурия Курсора (Cursor’s Fury) (2006)
- Фурия Капитана (Captain’s Fury) (2007)
- Фурия Принцепса (Princeps' Fury) (2008)
- Фурия Первого Лорда (First Lord’s Fury) (2009)

### Серия «Пепельные Башни»(The Cinder Spires)
- Лебёдка Воздухоплавателя (the Aeronaut’s Windlass) (29 сентября 2015)[7]

### Прочие
- Spider-Man: The Darkest Hours (27 июня 2006, ISBN 1-4165-1068-0)